# Конкурс по броскам сверху Единой лиги ВТБ
Конкурс по броскам сверху Единой лиги ВТБ проводится ежегодно в рамках «Матча всех звёзд» Единой лиги ВТБ. Впервые конкурс был проведён в перерыве Матча всех звёзд 2017 в Сочи. Победу в первом конкурсе в 2017 году одержал Янис Тимма. Победителя определяет специально приглашенное жюри.

## Победители и финалисты конкурса
| Год  | Победители            | Победители       | Финалисты         | Финалисты       | Ссылка |
| Год  | Игрок                 | Команда          | Игрок             | Команда         | Ссылка |
| ---- | --------------------- | ---------------- | ----------------- | --------------- | ------ |
| 2017 | Янис Тимма            | Зенит            | Максим Колюшкин   | Автодор         | [ 1 ]  |
| 2018 | Фрэнк Элегар          | Локомотив-Кубань | Тайлер Ханикатт   | Химки           | [ 2 ]  |
| 2019 | Вячеслав Зайцев       | Химки            | Кендрик Перри     | Нижний Новгород | [ 3 ]  |
| 2020 | Александр Петенёв     | Автодор          | Остин Холлинз     | Зенит           | [ 4 ]  |
| 2021 | Тайс Бэттл            | Енисей           | Александр Петенёв | Автодор         | [ 5 ]  |
| 2022 | Марио Хезоня          | УНИКС            | Алекс Пойтресс    | Зенит           | [ 6 ]  |
| 2023 | Самсон Руженцев       | ЦСКА             | Маркелл Джонсон   | Астана          | [ 7 ]  |
| 2024 | Джордан Скиппер-Браун | Астана           | Евгений Белянков  | Енисей          | [ 8 ]  |
| 2025 | Владислав Перевалов   | Енисей           | Сергей Долинин    | Енисей          | [ 9 ]  |